# Косолаповский район
Косолаповский район — упразднённая административно-территориальная единица в составе Марийской АО и Марийской АССР, существовавшая в 1935—1959 годах. Административный центр — село Косолапово.
Косолаповский район образован в 1935 году в составе Марийской АО. 5 декабря 1936 года Марийская АО была преобразована в Марийскую АССР.
На 1 января 1940 территория района составляла 0,6 тыс. км². Район включал 12 сельсоветов:
- Александровский
- Больше-Руяльский
- Елеевский
- Зашижемский
- Косолаповский
- Кугушенский
- Куршаковский
- Ляжмаринский
- Маныловский
- Мари-Биляморский
- Пумаринский
- Шляпинский

11 марта 1959 года Косолаповский район был упразднён, а его территория передана в Мари-Турекский и Сернурский районы.

## Известные люди
Трапезников Александр Иванович (1926—1991) — советский деятель сельского хозяйства. Председатель колхозов «Дружба» и имени Ленина Косолаповского района Марийской АССР (1951—1961). Заслуженный работник сельского хозяйства Марийской АССР. Кавалер ордена Октябрьской Революции (1971). Участник советско-японской войны.